# 열하사변
열하사변(중국어: 熱河事變, 러허사변) 또는 러허전투(중국어 간체자: 热河战役, 정체자: 熱河戰役, 병음: Rèhé zhànyì) 또한 러허작전은 네카 작전의 두번째 시기 작전으로 일본 제국이 중화민국의 군벌 장쉐량의 러허 지역에서 내몽골을 빼앗고 신생 국가 만주국으로 합병한 사건이다. 이 전투는 1933년 2월 21일부터 3월 1일까지 이어졌다.

## 배경
만주국이 수립된 이후 관동군은 1933년 1월 3일 만리장성의 산해관을 공격하여 중국과의 남쪽 국경을 확보하기 위한 작전을 시작했다. 이후 만리장성 북쪽의 러허 성이 일본군의 공격 대상이 되었다. 이 지역이 역사적으로 만주의 일부라고 선언하면서 일본 육군은 탕옥린이 만주국으로 귀순하여 영토를 확보하기를 원했다. 회유 시도가 실패하면서 군사 작전이 시작되었다. 이 작전에는 보병사단으로 제6사단, 제8사단 및 제14혼성여단, 제33혼성여단, 92식 지우 소코스하 준전차로 무장한 제4기병여단, 제1특수전차연대가 참여했다.
일본 육군 참모본부는 쇼와 천황에게 "러허 성의 중국군"에 대한 전략작전에 대한 재가를 요청했다. 이 지역에서 군사 작전은 마지막이 될 것이며, 만주 문제의 종지부를 가져 올 것이라는 희망에 일본군이 만리장성을 넘어가지 않는다는 조건 하에 천황은 작전을 재가했다.

## 전개
1933년 2월 23일 작전이 시작되었다. 2월 25일에는 차오양 시와 카이루 현이 함락되었다. 3월 2일, 일본군 제4기병여단은 손전영 장군의 저항세력과 전투를 벌였으며, 하루만에 츠펑 시를 함락시켰다. 손전영의 병력은 같은 날 일본군 제6사단에 반격작전을 펼쳤으며, 일본 지휘부 근처까지 진군하기도 하였다. 3월 4일엔 89식 중전차 이고로 무장한 일본군 제1특수전차연대와 기병이 러허 성의 성도인 청더 시를 점령했다.

## 여파
러허 성은 만주국의 한 지역으로 합병되었다. 장쉐량은 중국 국민당 정부에게 "의료적 이유"로 영토를 빼앗기고 구금당했다. 중국군은 수차례 일본군과 전투와 충돌 이후 만리장성 뒤로 후퇴하였으며 일본군은 다수의 전략지점을 점령한 후 정전을 선포하고 만리장성과 베이징 사이에 비무장 지대를 둔다는 탄구 평화 협정을 맺었다. 하지만, 이 평화 협정은 일시적인 것이였으며 1937년에는 중일전쟁으로 중국 본토로 전쟁이 옮겨붙게 되었다.

## 같이 보기
- 러허사변의 각국 전투 서열

## 참고 문헌
- Fenby, Jonathan (2003년). 《Chiang Kai-shek: China's Generalissimo and the Nation He Lost》. Carroll & Graf Publishers. ISBN 0-7867-1318-6.
- Hsu Long-hsuen and Chang Ming-kai, History of The Sino-Japanese War (1937–1945) 2nd Ed., 1971. Translated by Wen Ha-hsiung, Chung Wu Publishing; 33, 140th Lane, Tung-hwa Street, Taipei, Taiwan Republic of China. Pg. 159-161.
- 中國抗日戰爭正面戰場作戰記 (China's Anti-Japanese War Combat Operations), Guo Rugui, editor-in-chief Huang Yuzhang, Jiangsu People's Publishing House, Date published : 2005-7-1, ISBN 7-214-03034-9
- Jowett, Philipp (2005년). 《Rays of the Rising Sun, Volume 1: Japan's Asian Allies 1931–45, China and Manchukuo》. Helion and Company Ltd. ISBN 1-874622-21-3.